# Canaan, Vermont
Canaan är en kommun (town) i Essex County i delstaten Vermont, USA. Vid folkräkningen år 2000 bodde 1 078 personer på orten. Den har enligt United States Census Bureau en area på totalt 86,4 km², varav 0,4 km² är vatten.  